# 마음 (애플리케이션)

마음은 2021년부터 서비스를 시작한 소셜 네트워킹 애플리케이션이다. 한국, 미국, 일본을 비롯한 50개국의 유저가 사용하고 있다. 
2024년 기준 누적 다운로드수 300만건을 달성했다.
이용자 간 채팅, 통화가 가능하며 한국어, 영어, 일본어로 서비스를 제공한다. 안드로이드 사용자는 Google Play, iOS 사용자는 App store에서 무료로 다운받을 수 있다.

## 사용 방법 및 주요 기능
- 가입 및 프로필 생성 : 이메일, 전화번호, 구글 계정 등으로 가입할 수 있다. 계정 생성 이후 닉네임, 국적, 성별, 사용 언어, 관심사, 프로필 사진 등을 설정하고 자세한 프로필을 작성할 수 있다.
- 랜덤 대화 : 홈 화면에서 '대화 친구 찾아보기' 버튼을 클릭한 후 통화/채팅을 선택하면 바로 연결 가능한 상대와 매칭이 시작된다. 구매 혹은 미션 수행을 통해 얻은 재화를 사용하여 대화 상대의 나이, 성별, 국적 등을 선택할 수 있다.
- 피드로 친구찾기 : 피드에서 모먼트, 추천, 최근 가입 친구, 도시 별로 대화 상대를 볼 수 있으며 원하는 상대를 선택하여 대화를 할 수 있다.

## 특징
- 관심사를 등록할 수 있으며 관심사에 따라 상대방이 매칭된다.
- 7분 30초까지는 무료 통화가 가능하며 이후에는 유료 재화(풍선)를 통해 통화를 이어갈 수 있다.
- 유료 재화(풍선)를 사용해 대화 상대방의 연령, 성별, 국가를 설정해 매칭할 수 있다. 특정 국가의 친구를 사귀기에 용이하다.
- 랜덤으로 상대가 연결되는 것이 기본이지만 특정 상대를 지목해 대화를 나눌 수 있다.
- 랜덤 소통 애플리케이션임에도 클린하고 의미있는 대화를 권장한다. 부적절한 대화는 신고를 통해 차단당할 수 있다.
- 랜덤 대화 이외에도 피드와 프로필 등으로 다양한 종류의 앱 내 소통이 가능하다.
- 영어, 일본어 언어교환 목적의 사용자가 대다수를 차지하고 있지만 같은 국가 간의 로컬통화도 늘어나는 추세이다.